# Fernando Wadskier
 enlace al lanzamiento Talent Systems lanza en México el sóftwer Casting Networks para casting de proyectos

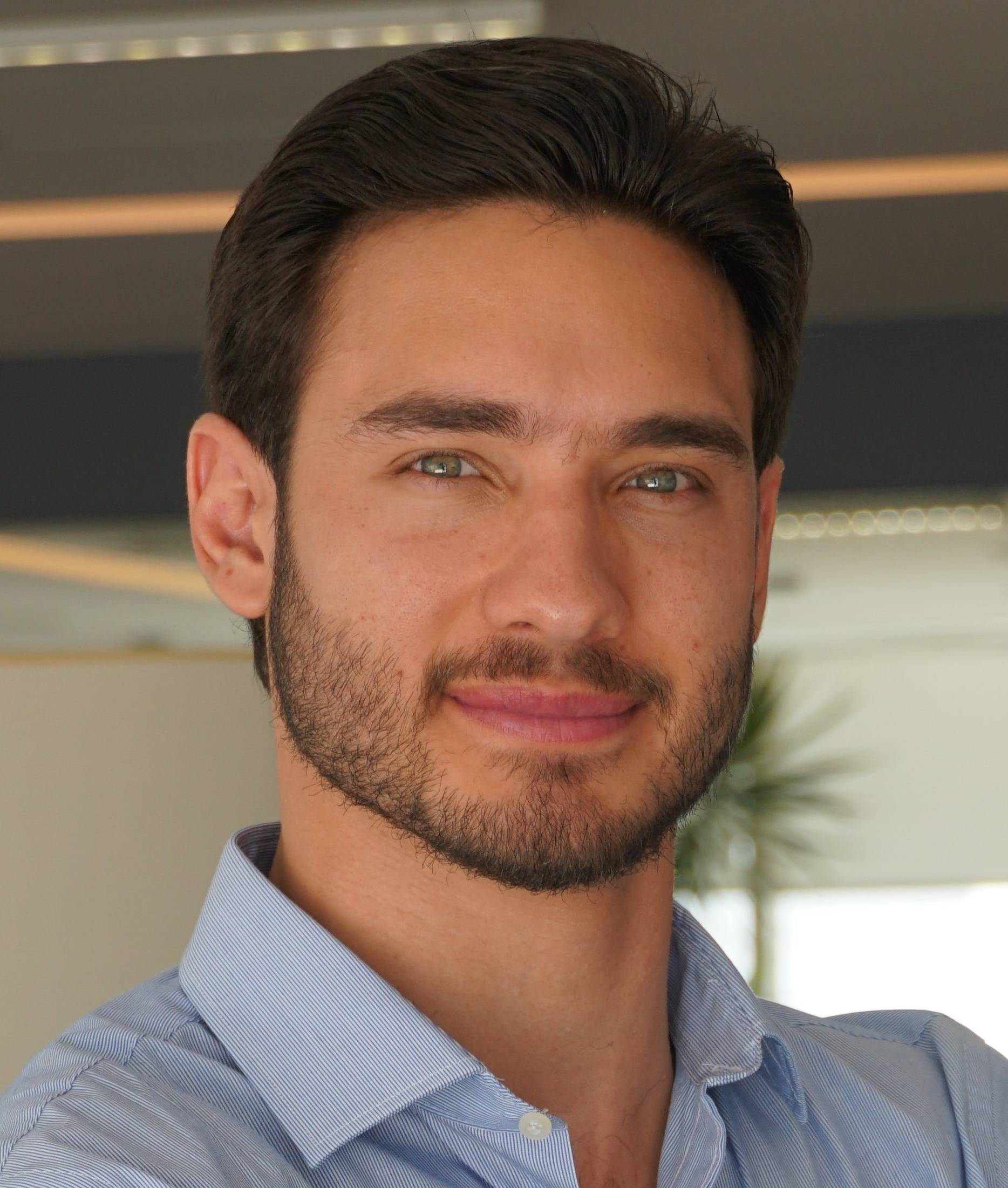
wadskier director, Business Development para Latinoamérica

Fernando Wadskier (Valencia, Venezuela, 27 de mayo de 1993) es un Modelo y exfutbolista Venezolano. Se desempeñaba como delantero y jugó en el Deportivo Táchira Fútbol Club de la Primera División de Venezuela. Debutó a los 15 años de edad con el Carabobo F.C de la Segunda División de Venezuela en la temporada 2009/2010, en esta temporada tuvo una muy poca regularidad en el campo de juego, en la temporada 2010/2011 solo llegó a jugar dos partidos de liga con su equipo, en la temporada 2011/2012 alcanzó a jugar con más regularidad que en años anteriores jugando 13 partidos de titular y 4 como suplentes y anotó un gol en esa temporada. Para la temporada siguiente lo habría fichado el ACD Lara pero no logró jugar ningún partido; meses después es fichado el 19 de septiembre de 2012 por el Deportivo Táchira Fútbol Club.

## Estadísticas
Actualizado hasta el 19 de abril de 2013.
| Club                           | Temporada | Liga | Liga  | Liga   | Copa | Copa  | Copa   | Torneo Continental | Torneo Continental | Torneo Continental | Total | Total | Total  |
| Club                           | Temporada | PJ   | Goles | Asist. | PJ   | Goles | Asist. | PJ                 | Goles              | Asist.             | PJ    | Goles | Asist. |
| ------------------------------ | --------- | ---- | ----- | ------ | ---- | ----- | ------ | ------------------ | ------------------ | ------------------ | ----- | ----- | ------ |
| Carabobo Futbol Club Venezuela | 2009-2010 | —    | —     | —      | —    | —     | —      | —                  | —                  | —                  | —     | —     | —      |
| Carabobo Futbol Club Venezuela | 2010-2011 | 2    | 0     | —      | —    | —     | —      | —                  | —                  | —                  | 2     | 0     | —      |
| Carabobo Futbol Club Venezuela | 2011-2012 | 18   | 1     | —      | —    | —     | —      | —                  | —                  | —                  | 18    | 1     | —      |
| ACD Lara Venezuela             | 2012      | 0    | 0     | —      | —    | —     | —      | —                  | —                  | —                  | -     | -     | —      |
| Carabobo Futbol Club Venezuela | 2012-2013 | 0    | 0     | —      | —    | —     | —      | —                  | —                  | —                  | 0     | 0     | —      |

- Datos: Q12175114

Jugador retirado, Gradudo en Psicologia actualmente Director  Business Development para Latinoamérica Casting Networks